# Катуньчик тибетський
Кату́ньчик тибетський (Carpodacus sillemi) — вид горобцеподібних птахів родини в'юркових (Fringillidae). Цей малодосліджений вид птахів мешкає на Тибетському нагір'ї.

## Історія опису
Тибетський катуньчик був описаний за двома зразками (самець і молодий самець), зібраними 7 і 8 вересня 1929 року Жеромом Сіллемом під час експедиції 1929–1930 рр на Тибет. Обидва зразки були відправлені в Зоологічний музей в Амстердамі і були описані як перлисті катуньчики (Leucosticte brandti). Наприкінці ХХ століття, переглядаючи колекції музею, Кес Роселаар знайшов ці зразки і помітив, що їх зовнішній вигляд не відповідає типовому вигляду перлистого катуньчика. Подальші дослідження дозволили йому зробити висновок, що обидва зразки належать до невідомого виду. У 1992 році він науково описав тибетського катуньчика і назвав його на честь Жерома Сіллема.
Філогенетичний аналіз з використанням послідовностей мітохондріальної ДНК, опублікований у 2016 році показав, що тибетський катуньчик є споріднений з чечевицями і є сестринським видом по відношенню до тибетської чечевиці. За результатами дослідження він був переведений до роду Чечевиця (Carpodacus).

## Опис
Опис поданий за голотипом дорослого самця. Довжина птаха становить 15 см. Голова і шия коричневі, обличчя охристе. Верхня частина тіла, плечі і спина сірі, пера на них мають попелясті кінчики. Надхвістя і верхні покривні пера хвоста золотисто-кремові, пера на них мають сірувату центральну частину. Стернові пера, края крайніх пер і кінчики білуваті. Махові пера темно-сірі, три крайніх мають білі края. Покривні пера крил і третьорядні махові пера сірі. Нижні покривні пера крил білі. Дані про забарвлення лап, дзьоба і райдужок відсутні. Другий екземпляр вважається паратипом.
Розміри голотипа: крило 128 мм, хвіст 67,5 мм, цівка 19,7 мм, дзьоб 14,3 мм.

## Поширення і екологія
Два екземпляри тибетських катуньчиків були помічені на висоті 5125 м над рівнем моря, на плато Кушку-Майдан на заході Тибетського нагір'я, між річками Каракаш і Яркенд на півдні сучасного Сінцзяну (Аксай-Чин). Імовірно, вони гніздилися неподалік, або в горах Куньлунь. У 2012 році вид був відкритий повторно в долині річки Єнюгоу (Yeniugou) на заході провінції Цинхай, за 1350 км від місця попереднього спостереження. У 2018 році вид знову спостерігали в долині Єнюгоу, на висоті 5025 м над рівнем моря. Тибетські катуньчики живуть на скеляслих гірських схилах, місцями порослих рослинністю.